# Kate Capshaw
Kate Capshaw (Fort Worth, Teksas, 3. studenog 1953.), američka je glumica.
Najpoznatiju ulogu ostvarila je u filmu "Indiana Jones i ukleti hram",ali iako je dobila ulogu između 120 glumica, mnogi kritičari su ocijenili da joj je ta izvedba onemogućila kvalitetnije daljnje angažmane.
Rodila se kao Kathleen Sue Nail u teksaškom gradu Fort Worthu, ali se s pet godina preselila u St. Louis, Missouri. Nakon završetka svog obrazovanja, jedno vrijeme se posvetila poučavanju drugih. Kasnije odlazi ostvariti svoj glumački san. Udavala se dva puta, a od prvog supruga je uzela prezime Capshaw. Njena kćer Jessica je također glumica. Drugi put se udala za filmskog redatelja Stevena Spielberga, s kojim ima šestero djece. Za potrebu tog braka, prešla je za židovstvo. Ostvarila je ulogu u seriji A Girl Thing, gdje joj je partnerica bila Australka Elle MacPherson.

## Vanjske poveznice
- Kate Capshaw u internetskoj bazi filmova IMDb-u (engl.)